# Dumbleyung Lake
Dumbleyung Lake är en sjö i Australien. Den ligger i delstaten Western Australia, omkring 230 kilometer sydost om delstatshuvudstaden Perth. Dumbleyung Lake ligger 257 meter över havet. Arean är 45 kvadratkilometer. Den sträcker sig 7,9 kilometer i nord-sydlig riktning, och 11,1 kilometer i öst-västlig riktning.
Trakten runt Dumbleyung Lake består till största delen av jordbruksmark och är nära nog obefolkad, med mindre än två invånare per kvadratkilometer. Genomsnittlig årsnederbörd är 476 millimeter. Den regnigaste månaden är september, med i genomsnitt 80 mm nederbörd, och den torraste är februari, med 6 mm nederbörd.